# Skulpturenpark Engelbrecht
Der Skulpturenpark Erich Engelbrecht befindet sich auf dem Gelände des Château des Fougis in Thionne, Département Allier, in Frankreich und zeigt monumentale Skulpturen aus massivem Stahl des Künstlers Erich Engelbrecht.
Die Freiluftausstellung ist für Besucher öffentlich zugänglich, die Innenausstellung kann nur nach privater Vereinbarung besucht werden.

## Les Fougis
Von 1461 bis 1727 war das Schloss im Besitz des Hauses Le Long. Im selben Jahr wurde der Besitz an Jean Berthier de Bizy vermacht, dessen Erben das Schloss bis zur Französischen Revolution in Besitz hatten. Im Jahr 1802 wechselte das Anwesen erneute den Besitzer.
Zum Ende des 19. Jahrhunderts wurde das Gebäude renoviert und umgestaltet. Zudem gab der Besitzer die Planung eines Parks bei dem Landschaftsarchitekten François-Marie Trève in Auftrag. Diese Planung wurde aber nur teilweise umgesetzt, ein Großteil des Geländes blieb unverändert als Wiesengrund bestehen.

„Alte Fenster aus der ehemaligen Fassade zum Schlosshof wurden in andere Fassaden versetzt. Schließlich erhielt das Gebäude den Charakter eines Schlosses der Renaissance, der dem Geschmack der damaligen Bauherren entsprach.“

Erich Engelbrecht kaufte das Anwesen Les Fougis im Jahr 2001, um in den Gärten und auf dem ehemaligen Feld- und Jagdgelände des Schlosses einen Skulpturenpark zu errichten. In der Folge führte Erich Engelbrecht mehrere Arbeiten durch; sowohl an den Gebäuden als auch im Garten und in den Wiesen, um Les Fougis für diese Ausstellung einzurichten.
Im Hauptflügel des Schlosses realisierte der Künstler eine zweite Ausstellung früherer Werke aus der Leihgabe einer privaten Sammlung. Gezeigt werden großformatige Wandgobelins, Holzskulpturen, Ölgemälde, kleinere Stahlfiguren und Grafiken.

## Erich Engelbrecht
Erich Engelbrecht (* 27. Oktober 1928 in Bielefeld; † 21. Juli 2011 in Vichy, Frankreich) war ein deutscher Künstler mit Arbeiten in verschiedenen Bereichen. Dazu gehören Gemälde, Graphiken, Wandteppiche, Skulpturen und Architektur sowie Gedichte und Erzählungen.

### Studium
Er wurde 1928 in Bielefeld geboren. Von 1949 bis 1954 absolvierte er ein Studium der Elektronik und verschiedener Fächer des Maschinenbaus und der Wirtschaftswissenschaften an der Technischen Universität Hannover, wo er auch die Kestnergesellschaft besuchte. Im Anschluss an sein Studium war er – mit Unterbrechung – bis 1964 als Industrieberater tätig. 1957 promovierte er an der TH Hannover zum Dr.-Ing. und studierte von 1958 bis 1960 Philosophie und Kunstgeschichte an der Universität München. Während dieses Studiums machte er auch Bekanntschaft mit der Lehre und Analytik von Carl Gustav Jung.

### Künstlerisches Schaffen
1960 erstellte er erste künstlerische Arbeiten aus gefundenen Teilen (Maschinenteile und Gummi) und pachtete ein Jahr später ein Bauernhaus in Holterdorf bei Melle (Niedersachsen) als Werkstatt, das er später erwarb und umbaute. In dieser Zeit entstanden die ersten, zum Teil sehr großen Ölbilder auf Leinwand oder Holztafeln, wozu auch Holzfiguren (Öl auf Sperrholz, die durch Abstandshalter frei vor der Wand schweben) gehören. Von 1963 bis 1965 hielt er sich im Winter in einem zweiten Atelier in Locarno auf, wo auch die ersten bemalten Holzfiguren entstanden. 1965 errichtete er die Gobelinwerkstatt in Holterdorf und stellte erste eigene Wandteppiche her. 1969 beschäftigte er sich mit graphischen Arbeiten, zunächst Siebdruck, später Lithographie und Radierung und errichtete im Haus eine Garnfärberei. Außerdem hatte er seine erste Einzelausstellung in der Kunsthalle Bielefeld.

### Großplastiken
In seinem Geburtsort stellte er 1972 seine erste farbig bemalte Großplastik auf. 1976 schuf er große farbige Keramikbilder, bevor er sich von 1982 bis 1984 einem Baukunst-Projekt zuwendete: Er entwarf und verwirklichte ein Haus in Werther am Teutoburger Wald. Außerdem verwirklichte er später große Plastiken aus Baustahl für den Außenraum sowie kleinere Plastiken für den Innenraum. Es folgten 1987 eine große Einzelausstellung in der Galerie Bernheim-Jeune in Paris, 1996 die Aufstellung der Großplastik “Die Lektion, I” in Melle-Neuenkirchen (Niedersachsen) sowie ein Jahr später die temporäre Aufstellung des Skulpturenpaars “Die Tanzenden Berserker” auf dem Altonaer Balkon am Ufer der Elbe in Hamburg-Altona.

### Skulpturenpark
Von 2001 bis zu seinem Tod am 21. Juli 2011 in Vichy plante und errichtete er einen Skulpturenpark auf dem Gelände des Château des Fougis im Bourbonnais in Frankreich. Engelbrecht war seit 1959 verheiratet und hatte vier Töchter. Er wurde beigesetzt im Park des Château des Fougis.

## Aufbau des Skulpturenparks
Die ersten Skulpturen trafen 2002 ein. Die Ausstellung wurde bis 2011 auf 29 monumentale und (größtenteils) farbige Skulpturen erweitert. Die letzte und kleinste Skulptur traf kurz nach Engelbrechts Tod ein. Alle Skulpturen wurden in Deutschland hergestellt und nach Fougis transportiert, wo ihre endgültige Montage stattfand.
Zwei Skulpturen am Eingang des Parks wurden 1984 hergestellt, standen zunächst mehrere Jahre lang am Eingang seines Hauses in Deutschland und wurden später über mehrere Jahre hinweg in Hamburg-Altona ausgestellt. Einige Skulpturen sind um das Château des Fougis verteilt, andere folgen einem Weg im Schlosspark.
Die Innenausstellung enthält eine Auswahl großformatiger Wandteppiche, Ölbilder, kleinerer Stahlfiguren und Grafiken. Sie wurde zwischen 2004 und 2010 von dem Künstler und seiner Frau aufgebaut.

## Liste der Skulpturen

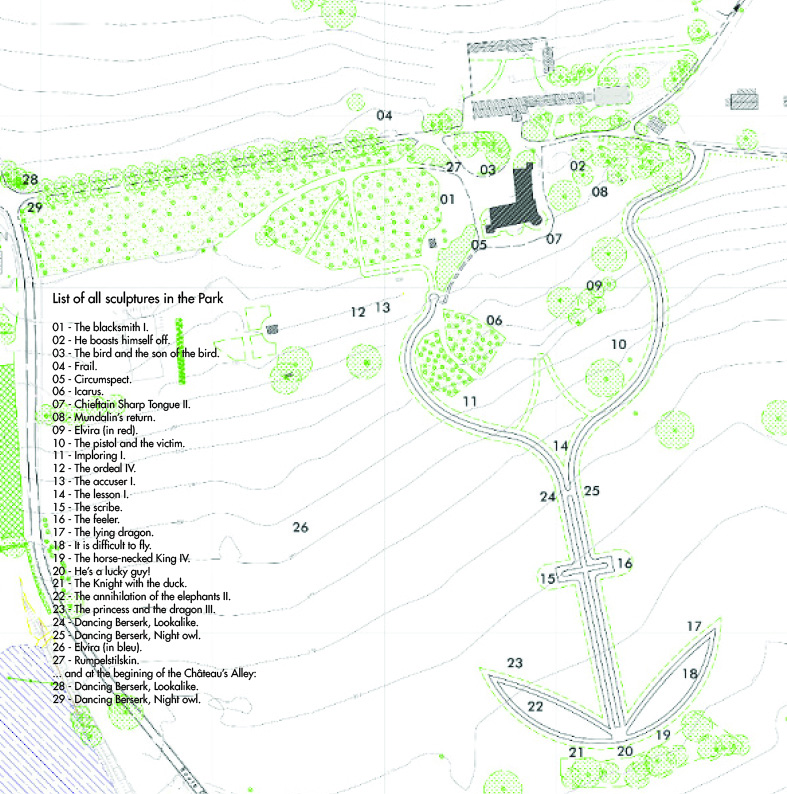
Karte des Skulpturenparks Engelbrecht

Liste aller Skulpturen im Park mit Katalognummer, Originalwerk und Datum des Originals, Datum des Aufbaus in Fougis, Höhe, Gewicht, Plattendicke, Oberflächenbehandlung und Stahlwerk.
| #  | Katal.   | Namen                                    | O   | Datum | FR   | Höhe | Gewicht | D     | Oberfläche       | SW   |
| -- | -------- | ---------------------------------------- | --- | ----- | ---- | ---- | ------- | ----- | ---------------- | ---- |
| 1  | 010.0320 | Der Schmied, I                           | Z   | 1985  | 2002 | 10,0 | 112,00  | 0,33  | Roher Stahl      | vS   |
| 2  | 011.0321 | Er wirft sich in die Brust               | Z   | 1992  | 2002 | 7,0  | 13,75   | 0,25  | Roher Stahl      | vS   |
| 3  | 012.0322 | Der Vogel und der Sohn des Vogels        | Z S | 1973  | 2003 | 6,3  | 12,00   | 0,055 | Polychrom        | WDjr |
| 4  | 013.0323 | Hinfällig                                | Z   | 1986  | 2004 | 7,0  | 28,26   | 0,23  | Schwarz lackiert | vS   |
| 5  | 014.0324 | Der Bedenkenträger                       | Z   | 1992  | 2004 | 12,0 | 45,90   | 0,35  | Weiß lackiert    | vS   |
| 6  | 015.0325 | Ikarus                                   | Z   | 1992  | 2004 | 9,0  | 61,45   | 0,30  | Weiß lackiert    | vS   |
| 7  | 016.0326 | Häuptling Scharfe Zunge, II              | Z   | 1990  | 2004 | 7,0  | 29,52   | 0,23  | Weiß lackiert    | vS   |
| 8  | 017.0327 | Mundalins Heimkehr                       | Z   | 1990  | 2005 | 9,0  | 56,64   | 0,30  | Weiß lackiert    | vS   |
| 9  | 018.0328 | Elvira (Rot)                             | G   | 1961  | 2006 | 7,8  | 15,57   | 0,23  | Polychrom        | vS   |
| 10 | 019.0329 | Die Pistole und das Opfer                | H   | 1964  | 2005 | 5,3  | 9,73    | 0,055 | Polychrom        | J-DH |
| 11 | 020.0330 | Der Beschwörer, I                        | Z   | 1989  | 2005 | 7,0  | 24,16   | 0,23  | Weiß lackiert    | J-DH |
| 12 | 021.0331 | Die Quälerei, IV                         | Z   | 1990  | 2006 | 7,0  | 31,12   | 0,23  | Weiß lackiert    | J-DH |
| 13 | 022.0332 | Die Anklägerin, I                        | Z   | 1986  | 2006 | 5,0  | 6,32    | 0,16  | Weiß lackiert    | J-DH |
| 14 | 023.0333 | Die Lektion, I                           | Z   | 1985  | 2006 | 8,0  | 37,32   | 0,26  | Schwarz lackiert | vS   |
| 15 | 024.0334 | Der Schreiber                            | Z   | 1986  | 2006 | 7,1  | 9,18    | 0,23  | Weiß lackiert    | J-DH |
| 16 | 025.0335 | Der Fühler                               | Z   | 1992  | 2006 | 7,8  | 15,38   | 0,24  | Weiß lackiert    | vS   |
| 17 | 026.0336 | Der liegende Drache                      | G   | 1963  | 2006 | 2,9  | 23,99   | 0,28  | Polychrom        | J-DH |
| 18 | 027.0337 | Das Fliegen ist schwer                   | Z   | 1992  | 2006 | 7,2  | 12,98   | 0,23  | Schwarz lackiert | J-DH |
| 19 | 028.0338 | Der Pferdehalsige König, IV              | Z   | 1989  | 2006 | 7,0  | 27,73   | 0,23  | Blau lackiert    | J-DH |
| 20 | 029.0339 | Hat der Mann ein Schwein!                | Z   | 1992  | 2006 | 7,5  | 21,84   | 0,23  | Gelb lackiert    | vS   |
| 21 | 030.0340 | Der Ritter mit der Ente                  | Z   | 1992  | 2009 | 7,0  | 25,64   | 0,23  | Blau lackiert    | vS   |
| 22 | 031.0341 | Die Vernichtung des Elefanten, II        | Z   | 1990  | 2009 | 7,0  | 28,11   | 0,23  | Schwarz lackiert | vS   |
| 23 | 032.0342 | Die Prinzessin und der Drache, III       | Z   | 1991  | 2007 | 11,6 | 92,40   | 0,32  | Beige lackiert   | vS   |
| 24 | 034.0344 | Tanzender Berserker, Der Doppelgänger    | Z   | 1984  | 2007 | 7,5  | 27,98   | 0,23  | Roher Stahl      | J-DH |
| 25 | 033.0343 | Tanzender Berserker, Der Abendgänger, II | Z   | 1984  | 2007 | 7,6  | 28,10   | 0,23  | Roher Stahl      | J-DH |
| 26 | 035.0345 | Elvira (Blau)                            | G   | k. A. | 2009 | 11,0 | 40,36   | 0,30  | Polychrom        | vS   |
| 27 | 036.0346 | Rumpelstilzchen                          | Z   | 1986  | 2011 | 2,2  | 0,42    | 0,07  | Schwarz lackiert | WDjr |
| 28 | 004.0314 | Tanzender Berserker, Der Doppelgänger    | Z   | 1984  | 2006 | 4,5  | 6,40    | 0,14  | Roher Stahl      | FA   |
| 29 | 003.0313 | Tanzender Berserker, Der Abendgänger     | Z   | 1984  | 2006 | 4,4  | 6,40    | 0,14  | Roher Stahl      | FA   |

- Alle Skulpturen sind aus massiven Stahlplatten herausgeschnitten worden (Dicke von 5,5 bis 35 cm).
- Die sieben Zahlen sind Referenzen im aktuellen Katalog für das Werkverzeichnis: die erste dreistellige Zahl bezieht sich auf die Nummerierung innerhalb einer Gruppe, die zweite vierstellige Zahl auf die Nummerierung des gesamten Werkes.
- Spalte O – (O für Originalwerk): Z – Zeichnungen (25); G – Gemälde (3); S – Stahlskulptur (1) (nach voran gegangener Holzskulptur); H – Holzskulptur (1).
- Spalte Datum gibt das Jahr der Entstehung des Originalwerkes an, sei es als Zeichnung, Gemälde oder Skulptur.
- Spalte FR gibt das Jahr der Ankunft und Aufstellung in Fougis an. Skulpturen #28 und #29 wurden im Jahr 1984 hergestellt und standen vormals in Melle und Hamburg, bevor sie im Jahr 2006 nach Fougis transportiert worden sind.
- Masseneinheiten: Höhe und Plattendicke (Spalte „D“) in Metern, Gewicht in Tonnen.
- Spalte SW (SW für Stahlwerk): FA – Friedrich Amtenbrink KG – Gütersloh (2); vS – von Schaeven AG – Essen (15); J-DH – Jebbens GmbH (Dillinger Hütte) – Korntal-Münchingen (10); WDjr – Wilhelm Deppe Jr – Bielefeld (2).